# کمیل بن زیاد
کمیل بن زیاد نخعی یمانی یا کمیل نخعی (زادهٔ ۷ (پیش از هجرت) یا ۱۲ (پیش از هجرت)، درگذشتهٔ ۸۳ قمری) ازبزرگان قبیلهٔ نخع یکی از قبایل یمن و پسر زیاد بن نهیک است.  او از یاران علی بن ابی‌طالب و حسن بن علی، و نیز از بزرگان تابعین و یکی از هشت عابد و زاهد معروف کوفه در زمان خود بوده‌است.
مدرک دقیقی راجع به احوال کمیل در سال ۳۶ هجری در دست نیست. کمیل در سال ۳۹ هجری فرماندار علی بن ابی‌طالب در شهر هیت بوده، از جمله اتفاقات آن دوران نامه علی به کمیل پیرامون آنچه در زمان این فرماندار اتفاق افتاد. هنگامی که کمیل خبردار شد که یاران معاویه به فرماندهی سفیان بن عوف قصد یورش به هیت را دارند، به خیال اینکه آن‌ها در قرقیسا هستند، بدون اجازهٔ علی بن ابی‌طالب پنجاه نیروی مسلح را برای دفاع در شهر گذاشت و خود و یارانش به‌سوی آنجا حرکت کرد، سپاهیان معاویه از فرصت استفاده و به هیت حمله کردند. علی بن ابی‌طالب در نامه‌ای او را به‌خاطر این کار سرزنش کرد. این نامه با شمارهٔ ۶۱ در نهج‌البلاغه آمده‌است.
کمیل بن زیاد از یاران نزدیک علی بن ابی‌طالب بود. وی راجع به کمیل می‌گوید: تو از یاران سِرّ من هستی.

## حضور کمیل در جنگ‌ها
- کمیل در جنگ صفین حضور داشت
- او در جنگ نهروان حضور داشت.
- کمیل در جنگ دیرالجماجم میان حجاج بن یوسف ثقفی (کارگزار مشهور امویان در عراق) و عبدالرحمان بن اشعث کِندی (از رجال سیاسی و نظامی امویان و فرماندهِ سپاه امویان در سیستان که با ادعای خلافت بر علیه عبد الملک بن مروان شورش کرده بود), در لشکر عبدالرحمان ابن اشعث حضور داشت. حجاج سپاه خود را به مقابله با کمیل بن زیاد فرستاد. راجع به کم و کیف حضور او در این جنگ نقل شده :کمیل در نبرد دلیری می‌کرد و دیگران به او اعتماد و اطمینان داشتند. دستهٔ سواره‌نظام وی دستهٔ سوار قاریان نام داشت که در برابر حملهٔ حریفان به‌خوبی مقاومت می‌کردند و در هنگام حمله با تمام توان خود می‌جنگیدند و به این دلیل مشهور بودند.
- به گفتهٔ ابن اثیر، مدتی قبل از جنگ جمل (که در تاریخ جمادی‌الاول سال ۳۶ رخ داد)، به علی بن ابی‌طالب گزارش داده شد که عایشه و طلحه و زبیر همدست شده‌اند و آهنگ خروج علیه حکومت وی را دارند. علی بن ابی‌طالب مردم مدینه را در جریان قرار داد و آن‌ها را به مقابله با دشمن فراخواند، ولی آنان سستی کردند. در این هنگام علی بن ابی‌طالب کمیل را نزد عبدالله بن عُمر فرستاد تا از او درخواست یاری نماید، که او نیز همکاری خود را مشروط به همراهی مردم مدینه نمود.

## آثار
1. دعای خضر یکی از دعاهایی است که علی، امام اول شیعیان، به کمیل آموخت.  چون این دعا توسط امام اول شیعیان  به کمیل آموخته شد این دعا به دعای کمیل مشهور گردیده است .[۱][۹]
2. کتاب از قبیله خوبان، ترجمهٔ مجید مسعودی، نوشتهٔ اوست.[۱۰]

## راوی حدیث
- کمیل بن زیاد از راویان حدیث به حساب می‌آید. او از علی، امام اول شیعیان، خلیفه دوم، عبدالله بن مسعود، ابو هریره، عبدالله بن عمر و عثمان بن عفان روایت نقل کرده‌است.[۱۱]
- عباس بن ذریح، عبدالله بن یزید صهبانی، عبدالرحمن بن عابس، ابواسحاق سبیعی، اعمش، عبدالرحمن ابن زیاد محدثانی هستند که از کمیل روایت نقل کرده‌اند.[۱۱]

## مرگ

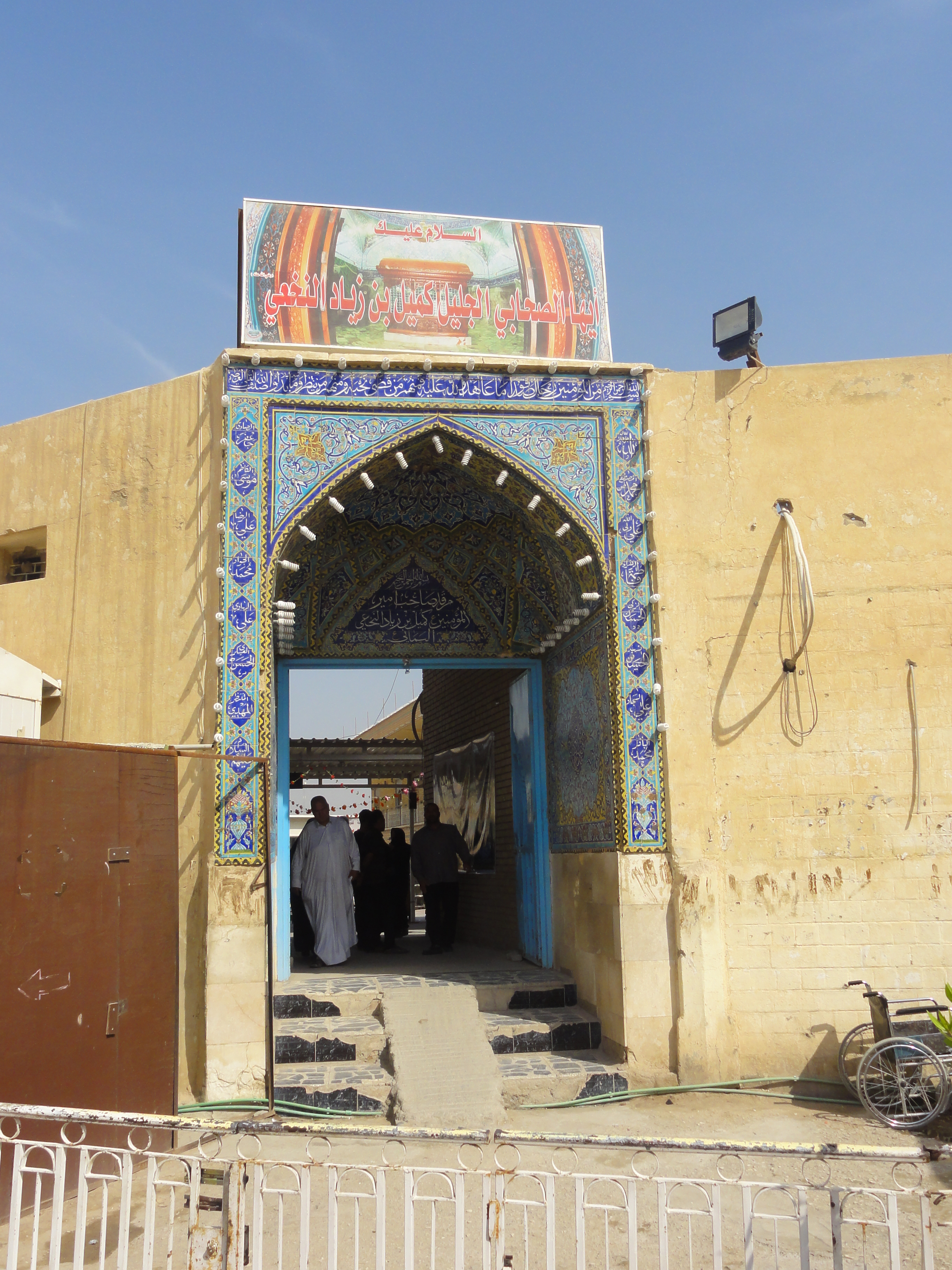
در ورودی مزار کمیل بن زیاد

با قدرت گرفتن عبدالملک مروان، حجاج بن یوسف ثقفی به عنوان فرمانروای کوفه منصوب شد. وقتی حجاج به کوفه آمد، به تعقیب و کشتار اصحاب علی بن ابیطالب پرداخت.
کمیل بن زیاد در ۹۰ سالگی و در سال ۸۳ قمری توسط حجاج بن یوسف ثقفی دستگیر و کشته شد و جسدش را در سرزمین ثویّه منطقه‌ای در اطراف کوفه دفن کردند.